# Shravana afghanica
Espèce
Synonymes
- Dhanus afghanicus Beier, 1959

Shravana afghanica est une espèce de pseudoscorpions de la famille des Ideoroncidae.

## Distribution
Cette espèce est endémique d'Afghanistan,.

## Description
Les mâles mesurent de 3,48 à 4,02 mm et les femelles de 3,84 à 4,70 mm.

## Systématique et taxinomie
Cette espèce a été décrite sous le protonyme Dhanus afghanicus par Beier en 1959. Elle est placée dans le genre Shravana par Harvey en 2016.

## Étymologie
Son nom d'espèce lui a été donné en référence au lieu de sa découverte, l'Afghanistan.

## Publication originale
- Beier, 1959 : Zur Kenntnis der Pseudoscorpioniden-Fauna Afghanistans. Zoologische Jahrbücher, Abteilung für Systematik, Ökologie und Geographie der Tiere, vol. 87, p. 257-282.